# Espiritualidad

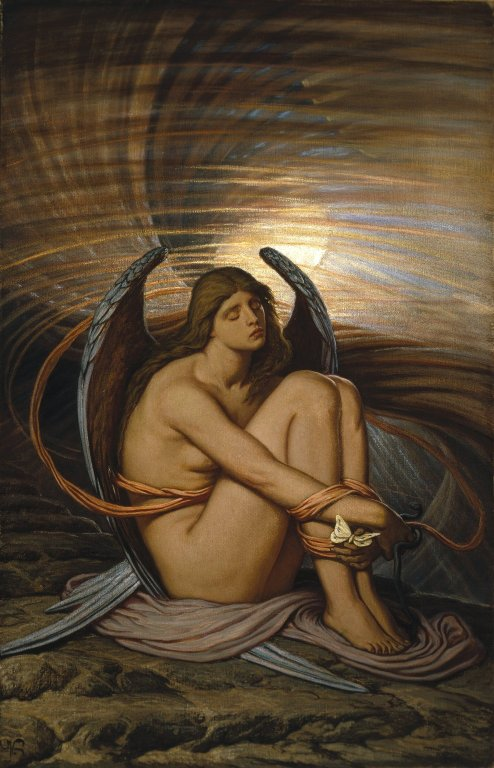
Alma cautiva (1891-92) de Elihu Vedder. La espiritualidad suele relacionarse con la «liberación del alma» atrapada o dominada por lo material.

El término espiritualidad (del latín spiritus, espíritu), depende de la
doctrina, escuela filosófica o ideología que la trate, así como del contexto en que se utilice.
En un sentido amplio, significa la condición espiritual. Hay autores que lo consideran una dimensión más de la persona, como la dimensión biológica o social. Referido a una persona, es la disposición principalmente moral, psíquica o cultural, que posee quien tiende a investigar y desarrollar las características de su espíritu. Esta decisión implica habitualmente la intención de experimentar estados especiales de bienestar, como la salvación o la liberación. Se relaciona asimismo con la práctica de la virtud.

## Prácticas espirituales

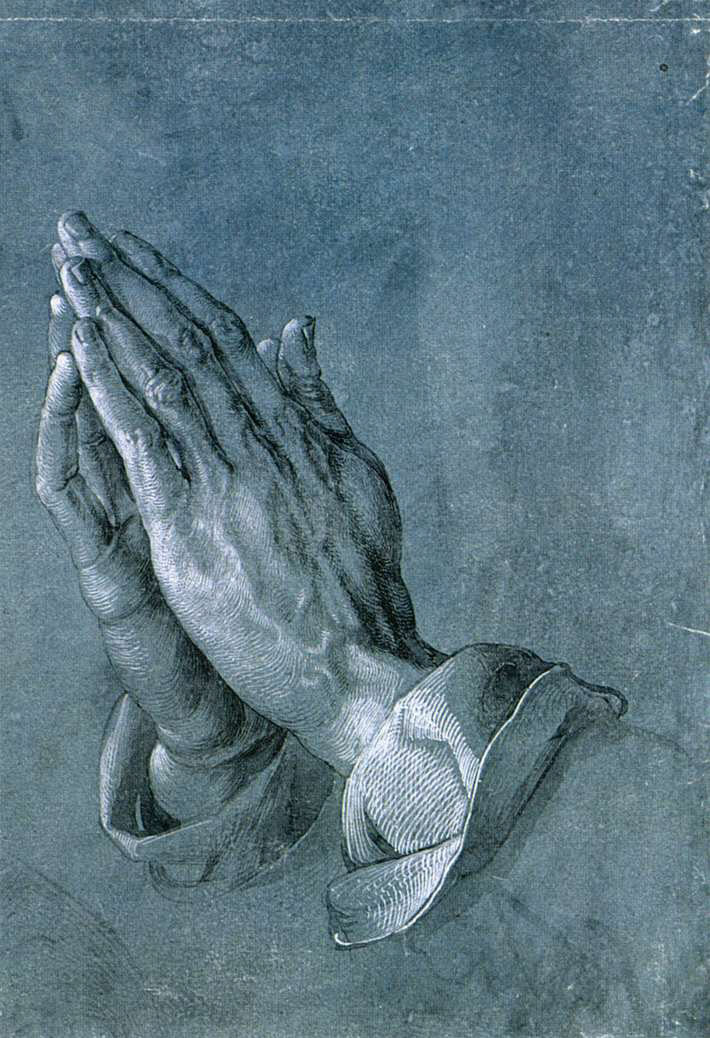
Manos en posición de rezar.

En cierto sentido es posible hablar de prácticas espirituales sin estar específicamente bajo lo que habitualmente consideramos una religión organizada, aunque generalmente no dejan de ser prácticas tradicionales.
En el occidente se relacionó habitualmente el término con doctrinas y prácticas religiosas, especialmente en la perspectiva de la relación entre el ser humano y un ser superior (Dios), así como con las doctrinas relacionadas con la salvación del alma, aunque actualmente se ha ampliado mucho su uso, y no son éstas las únicas formas en que se hace uso del término.
Se dice también de estilos o formas de vida que incluyen perspectivas relacionadas con el ámbito espiritual y sus prácticas, buscando, por ejemplo, la liberación. Otros enfoques diferentes también son posibles: (iniciación, rito).
Igualmente, puede entenderse sin referencia alguna a ningún ser superior o exterior al ser humano, utilizándose el término para referirse a una "espiritualidad atea", o "sin dios".

## En la filosofía

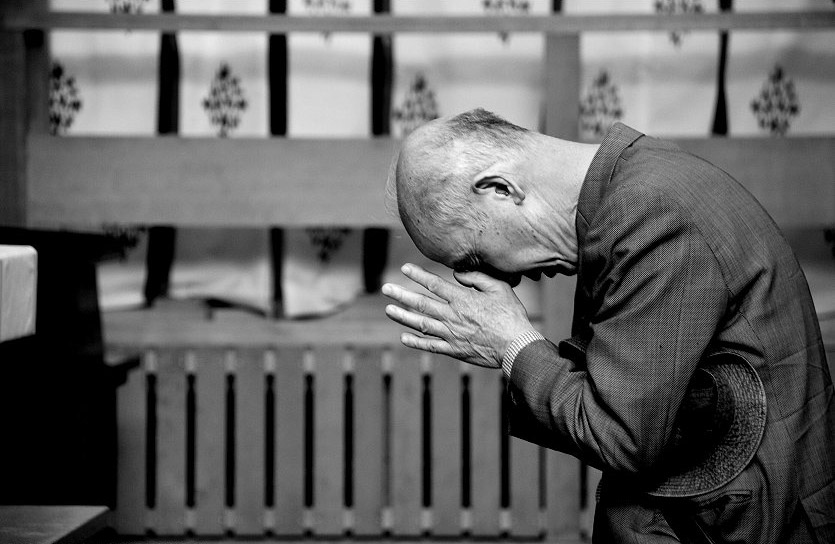
Hombre orando.

Lo aquí reseñado no tiene ninguna relación entre filosofía y espiritualidad, en especial lo de budismo Zen.
Algunos puntos de vista filosóficos, utilizan el término para hacer referencia a la oposición entre materia y espíritu, o entre interioridad y exterioridad.
Sin embargo, por el contrario, la postura filosófica de los practicantes del budismo Zen concibe la "unidad" de los opuestos: 

Un filósofo, Nishida Kitaro (...) también se entregó a la práctica Zen, de la que destiló su concepción filosófica de la "unidad" de los opuestos (espacio y tiempo, espíritu y materia, autoconciencia y conciencia objetiva, individuo y mundo).
 Michiko Yusa, Religiones de Japón, 2006

## En las artes
A veces también, en el ámbito literario, el término obedece sólo a aspectos estéticos y estilísticos.

## Desarrollo del sentido de la espiritualidad

### Períodos clásico, medieval y moderno temprano
Bergomi detecta "una forma ilustrada de espiritualidad no religiosa" en la antigüedad tardía.
Las palabras traducibles como "espiritualidad" empezaron a surgir en el siglo V y solo entraron en uso común hacia el final de la Edad Media. En un contexto bíblico el término significa estar animado por Dios. El Nuevo Testamento ofrece el concepto de ser impulsado por el Espíritu Santo, en contraposición a vivir una vida en la que se rechaza esta influencia.
En el siglo XI este significado cambió. "Espiritualidad" comenzó a denotar el aspecto mental de la vida, en oposición a los aspectos materiales y sensuales de la vida, "la esfera eclesiástica de la luz contra el mundo oscuro de la materia". En el siglo XIII, la "espiritualidad" adquirió un significado social y psicológico. Socialmente denotaba el territorio del clero: "lo eclesiástico contra las posesiones temporales, lo eclesiástico contra la autoridad secular, la clase clerical contra la clase secular". Psicológicamente, denotaba el ámbito de la vida interior: "la pureza de los motivos, los afectos, las intenciones, las disposiciones interiores, la psicología de la vida espiritual, el análisis de los sentimientos".
En los siglos XVII y XVIII se distinguía entre formas superiores e inferiores de espiritualidad: "Un hombre espiritual es aquel que es cristiano 'más abundante y profundo que los demás'". La palabra también se asoció con el misticismo y el quietismo, y adquirió un significado negativo.

### Espiritualidad moderna
Las nociones modernas de espiritualidad se desarrollaron a lo largo de los siglos XIX y XX, mezclando las ideas cristianas con las tradiciones del esotérico occidental y elementos de las religiones asiáticas, especialmente de la India, cuyo gran impulso lo dio el movimiento Hippie en los años 60 mezclando creencias tradicionales y sustancias como la ayahuasca (usado en la actualidad en la New Age) y otros alucinógenos. La espiritualidad se desvinculó cada vez más de las organizaciones e instituciones religiosas tradicionales. A veces se asocia hoy con movimientos filosóficos, sociales o políticos como el liberalismo, la teología feminista y la política verde.

#### Trascendentalismo y universalismo unitario
Ralph Waldo Emerson fue un pionero de la idea de la espiritualidad como un campo distinto. Fue una de las principales figuras del trascendentalismo, un movimiento del protestante liberal de principios del siglo XIX, que tenía sus raíces en el romanticismo inglés y alemán, la crítica bíblica de Johann Gottfried Herder y Friedrich Schleiermacher, el escepticismo de Hume, y neoplatonismo.
Los trascendentalistas hacían hincapié en un enfoque intuitivo y experiencial de la religión. Siguiendo a Schleiermacher, se tomó como criterio de verdad la intuición individual de la verdad. A finales del siglo XVIII y principios del siglo XIX, aparecieron las primeras traducciones de textos hindúes, que también fueron leídos por los trascendentalistas, e influyeron en su pensamiento. También apoyaron las ideas del universalista y del unitarista, lo que condujo al universalismo unitario, la idea de que también debe haber verdad en otras religiones, ya que un Dios amoroso redimiría a todos los seres vivos, no sólo a los cristianos.

#### Teosofía, antroposofía y filosofía perenne
Una de las principales influencias en la espiritualidad moderna fue la Sociedad Teosófica, que buscaba "enseñanzas secretas" en las religiones asiáticas. Ha influido en las corrientes modernistas de varias religiones asiáticas, sobre todo en el Neo-Vedanta, el renacimiento del Budismo Theravada y el modernismo budista, que han asumido las nociones occidentales modernas de experiencia personal y universalismo y las han integrado en sus conceptos religiosos. Una segunda influencia relacionada fue la antroposofía, cuyo fundador, Rudolf Steiner, estaba especialmente interesado en desarrollar una genuina espiritualidad occidental, y en las formas en que dicha espiritualidad podría transformar instituciones prácticas como la educación, la agricultura y la medicina. De forma más independiente, la ciencia espiritual de Martinus fue una influencia, especialmente en Escandinavia.
La influencia de la tradiciones asiáticas en la espiritualidad moderna occidental también fue fomentada por la filosofía perenne, cuyo principal proponente Aldous Huxley estaba profundamente influenciado por Swami Vivekananda, el neohinduismo y el universalismo, y la difusión del bienestar social, la educación y los viajes en masa después de la Segunda Guerra Mundial.

#### Neo-Vedanta
Una importante influencia en la espiritualidad occidental fue el Neo-Vedanta, también llamado neo-hinduismo  y el Universalismo Hindú, una interpretación moderna del hinduismo que se desarrolló en respuesta al colonialismo occidental y al orientalismo. Pretende presentar el hinduismo como un "ideal homogeneizado del hinduismo" con el Vedanta Advaita como doctrina central. Debido a la colonización de Asia por el mundo occidental, desde el siglo XIX se produjo un intercambio de ideas entre el mundo occidental y Asia, que también influyó en la religiosidad occidental. El unitarismo, y la idea del universalismo, fueron llevados a la India por los misioneros, y tuvieron una gran influencia en el neohinduismo a través del Brahmo Samaj de Ram Mohan Roy y el Brahmoismo. Roy intentó modernizar y reformar el hinduismo, a partir de la idea del universalismo. Este universalismo fue popularizado, y llevado a occidente como neo-Vedanta, por Swami Vivekananda.

#### "Espiritual pero no religioso"
Después de la Segunda Guerra Mundial, la espiritualidad y la religión teísta se desconectaron cada vez más, y la espiritualidad se orientó más hacia la experiencia subjetiva, en lugar de "los intentos de situar el yo en un contexto ontológico más amplio". Se ha desarrollado un nuevo discurso en el que se mezclan la psicología (humanista), las tradiciones místicas y esotéricas y las religiones orientales, para alcanzar el verdadero yo mediante la auto-revelación, la libre expresión y la meditación.
La distinción entre lo espiritual y lo religioso se hizo más común en la mente popular a finales del siglo XX con el auge del secularismo y el advenimiento del movimiento New Age.  Autores como Chris Griscom y Shirley MacLaine lo exploraron de numerosas maneras en sus libros. Paul Heelas señaló el desarrollo dentro de los círculos de la Nueva Era de lo que denominó "espiritualidad de seminario": ofertas estructuradas que complementan la elección del consumidor con opciones espirituales.
Entre otros factores, la disminución del número de miembros de las religiones organizadas y el crecimiento del secularismo en la mundo occidental han dado lugar a esta visión más amplia de la espiritualidad. El término "espiritual" se utiliza ahora con frecuencia en contextos en los que antes se empleaba el término "religioso". Tanto los teístas como los ateos han criticado esta evolución.